# Conservadores en el Extranjero
Conservatives Abroad (Conservadores en el Extranjero) es la red global del Partido Conservador británico de miembros y simpatizantes que viven en el extranjero.
La red tiene miembros y grupos en todo el mundo, incluidos Europa, Asia, África, América y Oceanía . Si bien algunos países tienen solo un grupo de Conservadores Abroad, algunos países están representados por varios grupos diferentes con sede en distintas áreas, en particular cuando el país es grande y los británicos conservadores están dispersos, como en Australia, Francia, España y los EE. UU.

## Historia
Aunque algunos grupos conservadores en el extranjero habían estado activos desde la década de 1970, Conservadores Abroad no fue creado formalmente hasta 1985. Su propósito es mantener a los seguidores del Partido Conservador que viven temporal o permanentemente en el extranjero en contacto con la política interna del Reino Unido, hacer campaña para obtener los votos de la comunidad británica en el extranjero y aumentar el número de votantes registrados en estas comunidades. El diputado Sir James Spicer fue designado como su primer presidente.
Conservatives Abroad también defiende los intereses de sus miembros planteando a los políticos los problemas y preocupaciones que de los británicos que viven en el extranjero y presionando para reformar las leyes de votación en el extranjero. Aunque el líder del Partido Conservador suele ser el presidente de Conservatives Abroad, cada grupo locales es gobernado por un representante del grupo.

## Campañas
Conservadores Abroad ha liderado la campaña "Votes for Life" (Votos de por Vida) para permitir que los ciudadanos británicos que viven alrededor del mundo mantengan su derecho a votar en las elecciones generales británicas y así revertir las restricciones introducidas por el gobierno laborista en 2000. Esto se convirtió en un compromiso en los sucesivos manifiestos del Partido Conservador, pero su avance fue bloqueado por los Demócratas Liberales durante el Gobierno de Coalición 2010-2015. Finalmente, después de las elecciones generales de 2019, la medida fue aprobada por el Parlamento como parte de la Ley Electoral de 2022, recuperando así el derecho al voto de aproximadamente 3,4 millones de votantes.

## Grupos
Conservatives Abroad opera una red global de grupos locales. Originalmente operaba 35 grupos activos en 21 países de todo el mundo, pero desde entonces esta cifra ha crecido.

### Países y territorios
| País/Territorio           | Cantidad de grupos | Grupos locales                                                                           |
| ------------------------- | ------------------ | ---------------------------------------------------------------------------------------- |
| Alemania                  | 1                  |                                                                                          |
| Argentina                 | 1                  |                                                                                          |
| Arabia Saudita            | 1                  |                                                                                          |
| Australia                 | 5                  | Brisbane, Canberra, Melbourne, Perth, Sídney                                             |
| Austria                   | 1                  |                                                                                          |
| Azerbaiyán                | 1                  |                                                                                          |
| Baréin                    | 1                  |                                                                                          |
| Bélgica                   | 1                  |                                                                                          |
| Bermudas                  | 1                  |                                                                                          |
| Canadá                    | 2                  | Toronto, Vancouver                                                                       |
| China                     | 4                  | Cantón, Pekín, Shanghái, Xian                                                            |
| Colombia                  | 1                  |                                                                                          |
| Corea del Sur             | 1                  |                                                                                          |
| Chipre                    | 1                  |                                                                                          |
| Egipto                    | 1                  |                                                                                          |
| Emiratos Árabes Unidos    | 2                  | Abu Dabi, Dubái                                                                          |
| España                    | 5                  | Barcelona, Costa del Sol, Ibiza, Jávea, Madrid                                           |
| Estados Unidos            | 8                  | Boston, Chicago, Florida, Los Ángeles Nueva York, San Francisco, Texas, Washington D. C. |
| Etiopía                   | 1                  |                                                                                          |
| Francia                   | 3                  | París, sur de Francia, Normandía                                                         |
| Filipinas                 | 1                  |                                                                                          |
| Gibraltar                 | 1                  |                                                                                          |
| Grecia                    | 1                  |                                                                                          |
| Guernsey                  | 1                  |                                                                                          |
| Hong Kong                 | 1                  |                                                                                          |
| India                     | 2                  | Nueva Delhi, Bombay                                                                      |
| Indonesia                 | 1                  |                                                                                          |
| Irlanda                   | 1                  |                                                                                          |
| Islas Caimán              | 1                  |                                                                                          |
| Isla de Man               | 1                  |                                                                                          |
| Islas Vírgenes Británicas | 1                  |                                                                                          |
| Israel                    | 1                  |                                                                                          |
| Italia                    | 1                  |                                                                                          |
| Jamaica                   | 1                  |                                                                                          |
| Japón                     | 1                  |                                                                                          |
| Jersey                    | 1                  |                                                                                          |
| Kuwait                    | 1                  |                                                                                          |
| Líbano                    | 1                  |                                                                                          |
| Luxemburgo                | 1                  |                                                                                          |
| Macao                     | 1                  |                                                                                          |
| Malasia                   | 1                  |                                                                                          |
| Malta                     | 1                  |                                                                                          |
| México                    | 1                  |                                                                                          |
| Myanmar                   | 1                  |                                                                                          |
| Noruega                   | 1                  |                                                                                          |
| Nueva Zelanda             | 1                  |                                                                                          |
| Omán                      | 1                  |                                                                                          |
| Países Bajos              | 1                  |                                                                                          |
| Pakistán                  | 1                  |                                                                                          |
| Polonia                   | 1                  |                                                                                          |
| Portugal                  | 1                  |                                                                                          |
| Catar                     | 1                  |                                                                                          |
| República Checa           | 1                  |                                                                                          |
| Rumania                   | 1                  |                                                                                          |
| Singapur                  | 1                  |                                                                                          |
| Sudáfrica                 | 2                  | Ciudad del Cabo, Johannesburgo                                                           |
| Suiza                     | 1                  |                                                                                          |
| Tailandia                 | 1                  |                                                                                          |
| Taiwán                    | 1                  |                                                                                          |
| Turquía                   | 1                  |                                                                                          |
| Uruguay                   | 1                  |                                                                                          |
| Vietnam                   | 1                  |                                                                                          |